# Котик та півник (мультфільм)
«Котик та півник» — анімаційний фільм 1991 року студії Укранімафільм, автор сценарію та режисер — Алла Грачова.

## Сюжет
За мотивами української народної казки. Жили-були кіт і півник. Зібрався якось кіт у ліс за дровами, а півника залишив будинок прибрати, та поїсти приготувати. Як тільки кіт пішов, лисиця — тут як тут. Виманила півника з дому, схопила і побігла в ліс. Добре, що кіт почув крики про півника допомоги. Врятував друга і приніс додому. На наступний день кіт знову в ліс пішов і залишив півника, наказавши нікому двері не відкривати. Але хитра лисиця знову півника виманила золотими пшеничними зернятками, вхопила — і в ліс. Принесла додому півника, де її чекали лисенята. І знову коту довелося рятувати півника.

## Над фільмом працювали
- Автор сценарію та кінорежисер: Алла Грачова;
- Художник-постановник: Микола Чурилов;
- Композитор: Юрій Шевченко;
- Кінооператор: Анатолій Гаврилов;
- Звукооператор: Ігор Погон;
- Художники-аніматори: Алла Грачова, Ірина Бородаєва;
- Асистенти: Н. Крюкова, Ігор Котков, Ірина Бородаєва, В. Грабар, Н. Северіна;
- Монтаж: Лідія Мокроусова;
- Редактор: Світлана Куценко;
- Директор знімальної групи: Іван Мазепа.

### Ролі озвучили:
- Людмила Козуб;
- Н. Білоусова;
- Людмила Логійко;
- Володимир Коршун — Кіт.